# لوییس سوارز (بازیکن فوتبال، زاده ۱۹۹۷)
لوییس خاویر سوارز چاریس (اسپانیایی: Luis Javier Suárez Charris‎؛ زادهٔ ۲ دسامبر ۱۹۹۷) بازیکن فوتبال اهل کلمبیا است.
از باشگاه‌هایی که در آن بازی کرده است می‌توان به واتفورد، خیمناستیک، گرانادا، مارسی و آلمریا اشاره کرد.
وی همچنین در تیم ملی فوتبال کلمبیا بازی کرده است.